# Firenca (pokrajina)
Pokrajina Firenca (talijanski: Provincia di Firenze) je talijansk kotar u oblasti Toskani. Površina ove pokrajine je 3,514 km², u 44 općine živi 933,860 (2004.) stanovnika. 
Najveći dio ove pokrajine leži u dolini rijeke Arno i danas tvori jedan obruč oko grada Firence. Sjevernoistočni dijelovi pokrajine leže na obroncima Apenina, naselja u tom dijelu su manje razvijena.
Grad Firenca (izvorno: Firenze) upravno je sjedište i istoimene općine ili po talijanski comune, i kotara ili po talijanski provincia i oblasti ili po talijanski regione Toskane.
U kotaru se, pored same Firence, ljepotom i spomenicima ističu:  Barberino Val d'Elsa, Fiesole, Greve in Chianti i Tavarnelle Val di Pesa.

## Vanjske poveznice
- Službene stranice Pokrajine Firenca (tal.)
- Fotografije Pokrajine Firence  Arhivirana inačica izvorne stranice od 2. travnja 2008. (Wayback Machine)